# João Chagas
João Pinheiro Chagas (ur. 1863, zm. 1925), republikański polityk portugalski, ambasador w Paryżu (1910-1911, 1911-1917 oraz 1918-1923), premier (wrzesień\listopad 1911), desygnowany na premiera kolejny raz w maju 1915, nie objął urzędu po tym, jak został ranny w zamachu.